# Money, Money, Money
„Money, Money, Money” este un cântec disco înregistrat de formația suedeză ABBA în 1976

## Versuri
„I work all night, I work all day to pay the bills I have to pay
Ain't it sad?
And still there never seems to be a single penny left for me
That's too bad
In my dreams I have a plan
If I got me a wealthy man
I wouldn't have to work at all, I'd fool around and have a ball
Money, money, money
Must be funny
In the rich man's world
Money, money, money
Always sunny
In the rich man's world
Aha
All the things I could do
If I had a little money
It's a rich man's world
It's a rich man's world
A man like that is hard to find but I can't get him off my mind
Ain't it sad?
And if he happens to be free I bet he wouldn't fancy me
That's too bad
So I must leave, I'll have to go
To Las Vegas or Monaco
And win a fortune in a game, my life will never be the same
Money, money, money
Must be funny
In the rich man's world
Money, money, money
Always sunny
In the rich man's world
Aha
All the things I could do
If I had a little money
It's a rich man's world
Money, money, money
Must be funny
In the rich man's world
Money, money, money
Always sunny
In the rich man's world
Aha
All the things I could do
If I had a little money
It's a rich man's world
It's a rich man's world”